# Matthias Büger

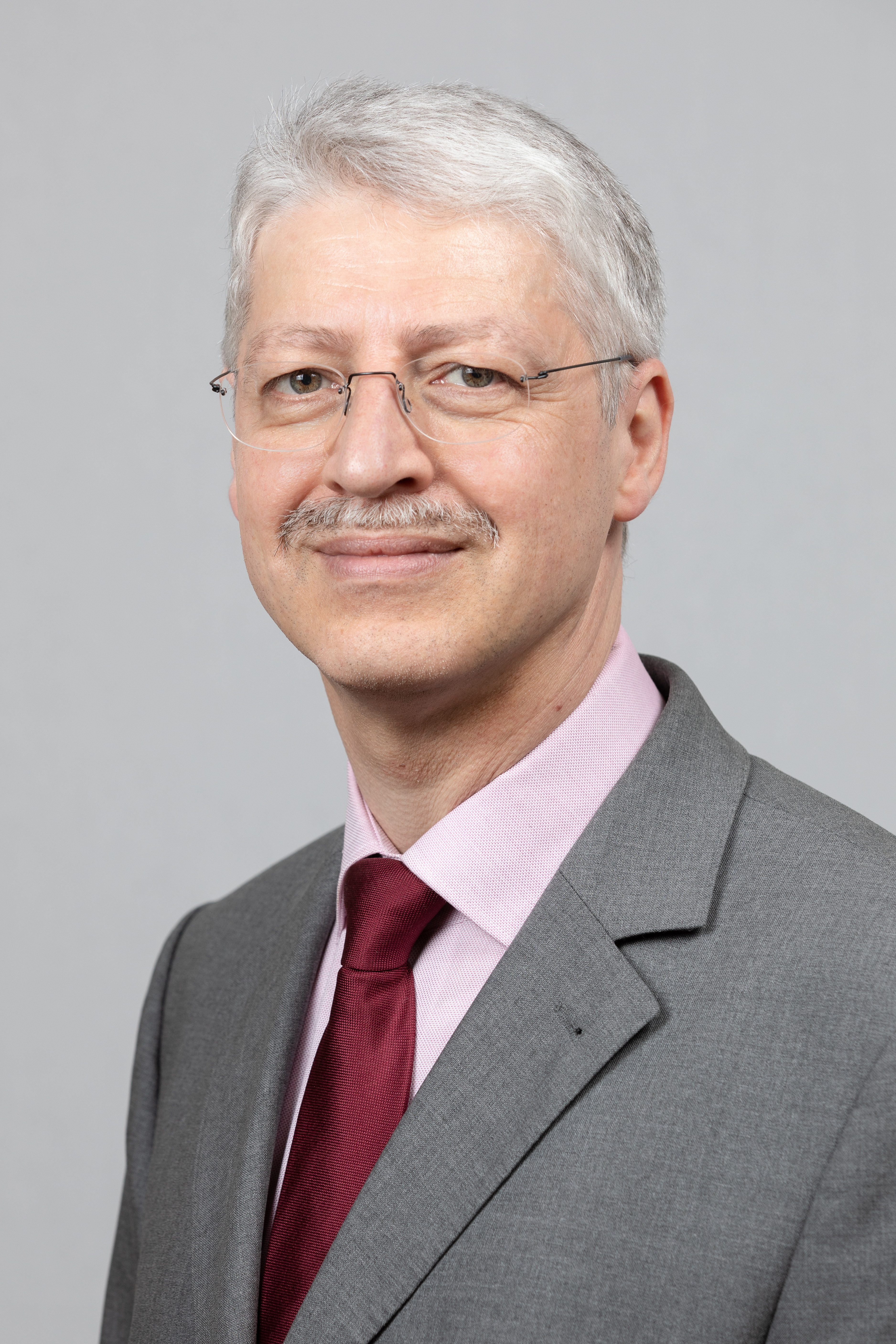
Matthias Büger, 2019

Matthias Büger (* 3. Mai 1969 in Gießen) ist ein deutscher Mathematiker und Politiker (FDP). Er war von 2009 bis 2014 und ist seit 2019 erneut Abgeordneter im Hessischen Landtag.

## Studium und Beruf
Büger studierte von 1989 bis 1994 an der Justus-Liebig-Universität Gießen Mathematik mit Nebenfach Physik, das er mit dem Diplom abschloss. 1995 promovierte er dort mit einem Thema über Iterationstheorie (Funktionentheorie) und blieb anschließend bis 2000 als wissenschaftlicher Mitarbeiter an der Uni Gießen, wo er 2005 mit einer Arbeit über Reaktions-Diffusions-Gleichungen habilitiert wurde. Büger arbeitete seit 2000 als Mathematiker im Technologiebereich der Deutschen Bank in Eschborn bei Frankfurt.

## Politischer Werdegang
Büger war von 1989 bis 2005 Mitglied der Jungen Liberalen (JuLis) und ist seit 1990 Mitglied der FDP. Er gehört seit 2003 dem FDP-Landesvorstand an, ist Kreisvorsitzender der FDP im Lahn-Dill-Kreis sowie Vorsitzender der FDP-Fraktion im Lahn-Dill-Kreis und der FDP-Stadtverordnetenfraktion in Wetzlar. Bei der Landtagswahl 2009 zog er über die Landesliste seiner Partei in den 18. Hessischen Landtag ein. Er war für seine Fraktion Sprecher für Hochschule, Forschung und Technologie, Mitglied im Haushaltsausschuss und stellvertretender Vorsitzender des Ausschusses für Wissenschaft und Kunst. Bei der Landtagswahl 2013 reichte das Wahlergebnis nicht für einen Wiedereinzug in den Landtag. Im Jahr 2015 kandidierte Büger in der Nachfolge von Wolfram Dette für das Amt des  Wetzlarer Oberbürgermeister. Er erhielt in der Direktwahl 15,2 %.
Seit dem 21. März 2015 ist er Landesschatzmeister der FDP Hessen.
Bei der Landtagswahl in Hessen 2018 zog er über Listenplatz 8 der FDP in den Landtag ein und wurde in den Vorstand seiner Fraktion gewählt. Bei der Landtagswahl 2023 zog er erneut über die Liste in den Landtag ein. Er ist Sprecher seiner Fraktion für Hochschule, Forschung und Technologie.

## Privates
Büger lebt in Wetzlar, ist verheiratet und Vater von zwei Kindern.